# El Perú
El Perú (auch: Rosario del Apere oder Independencia) ist eine Ortschaft im Departamento Beni im südamerikanischen Andenstaat Bolivien.

## Lage im Nahraum
El Perú ist der größte Ort des Kanton José Agustín de Palacios im Municipio Santa Ana del Yacuma in der Provinz Yacuma. Die Ortschaft liegt im bolivianischen Tiefland auf einer Höhe von 158 m am linken, westlichen Ufer des Río Ampere, der flussabwärts in den Río Mamoré mündet.

## Geographie
El Perú liegt in der Moxos-Ebene, mit über 100.000 km² eines der größten Feuchtgebiete der Erde. Vorherrschende Vegetationsform in der Region ist die tropische Savanne.
Die Jahresdurchschnittstemperatur für die Region beträgt 26 °C (siehe Klimadiagramm Trinidad), wobei sich die monatlichen Durchschnittstemperaturen zwischen Juni/Juli mit gut 23 °C und Oktober/Dezember von knapp 28 °C nur wenig unterscheiden. Der Jahresniederschlag beträgt fast 2000 mm und liegt somit mehr als doppelt so hoch wie die Niederschläge in Mitteleuropa. Höchstwerten von etwa 300 mm in den Monaten Dezember bis Februar stehen Niedrigwerte von etwa 50 mm im Juli/August gegenüber.

## Verkehrsnetz
El Perú liegt in einer Entfernung von 154 Straßenkilometern südwestlich von Trinidad, der Hauptstadt des Departamentos.
In Trinidad beginnt die Nationalstraße Ruta 3, die in südwestlicher Richtung über San Ignacio de Moxos und Yucumo nach Sapecho und weiter nach La Paz führt. Am nördlichen Rand von San Ignacio zweigt in nordwestlicher Richtung eine unbefestigte Landstraße ab, die später in nördlicher Richtung weiterführt und nach sechzig Kilometern El Perú erreicht.

## Bevölkerung
Die Einwohnerzahl der Ortschaft ist in dem Jahrzehnt zwischen den beiden letzten Volkszählungen leicht angestiegen:
| Jahr | Einwohner         | Quelle       |
| ---- | ----------------- | ------------ |
| 1992 | keine Detaildaten | Volkszählung |
| 2001 | 887               | Volkszählung |
| 2012 | 1005              | Volkszählung |
| 2024 |                   | Volkszählung |